# Tercera temporada de Star Trek: Picard
La tercera y última temporada de la serie de televisión estadounidense Star Trek: Picard presenta al personaje Jean-Luc Picard en el año 2401 mientras se reúne con la antigua tripulación de mando del USS Enterprise (Geordi La Forge, Worf, William Riker, Beverly Crusher, Deanna Troi y Data) mientras se enfrenta a un misterioso enemigo que está cazando al hijo de Picard. La temporada fue producida por CBS Studios en asociación con Secret Hideout, Weed Road Pictures y Roddenberry Entertainment, con Terry Matalas como showrunner.
Patrick Stewart interpreta a Picard, repitiendo su papel de la serie Star Trek: The Next Generation, así como de otros medios de Star Trek. Jeri Ryan, Michelle Hurd y Ed Speleers también protagonizan. La temporada cuenta con estrellas invitadas que también repiten sus papeles de medios anteriores de Star Trek, incluidos los coprotagonistas de Stewart en Next Generation, Jonathan Frakes (Riker), Gates McFadden (Crusher), LeVar Burton (La Forge), Michael Dorn (Worf), Marina Sirtis (Troi) y Brent Spiner (Data). Una tercera temporada de Picard recibió luz verde informal en enero de 2020, lo que permitió filmarla simultáneamente con la segunda temporada. Algunas escenas de la tercera temporada se filmaron durante la producción de la segunda, que comenzó en California en febrero de 2021, antes de que la filmación pasara por completo a la tercera en septiembre. Stewart anunció oficialmente la temporada poco después y el rodaje finalizó en marzo de 2022. El regreso de los otros miembros del elenco de Next Generation se confirmó un mes después. Matalas esperaba hacer de la temporada un final satisfactorio para la historia de Picard y todo el elenco de The Next Generation.
La temporada se estrenó en el servicio de transmisión Paramount+ el 16 de febrero de 2023 y duró 10 episodios hasta el 20 de abril. Recibió elogios de la crítica y fue nominado a dos premios Emmy de Primetime Creative Arts, así como a varios otros premios.

## Episodios
| N.º en serie | N.º en temp. | Título                                        | Dirigido por      | Escrito por                        | Fecha de emisión original | Código de prod. |
| ------------ | ------------ | --------------------------------------------- | ----------------- | ---------------------------------- | ------------------------- | --------------- |
| 21           | 1            | «The Next Generation» «La próxima generación» | Doug Aarniokoski  | Terry Matalas                      | 16 de febrero de 2023     | 3WAH01          |
| 22           | 2            | «Disengage» «Desconectarse»                   | Doug Aarniokoski  | Christopher Monfette y Sean Tretta | 23 de febrero de 2023     | 3WAH02          |
| 23           | 3            | «Seventeen Seconds» «Diecisiete segundos»     | Jonathan Frakes   | Jane Maggs y Cindy Appel           | 2 de marzo de 2023        | 3WAH03          |
| 24           | 4            | «No Win Scenario» «Sin escenario ganador»     | Jonathan Frakes   | Terry Matalas y Sean Tretta        | 9 de marzo de 2023        | 3WAH04          |
| 25           | 5            | «Imposters» «Impostores»                      | Dan Liu           | Cindy Appel                        | 16 de marzo de 2023       | 3WAH05          |
| 26           | 6            | «The Bounty» «La recompensa»                  | Dan Liu           | Christopher Monfette               | 23 de marzo de 2023       | 3WAH06          |
| 27           | 7            | «Dominion» «Dominio»                          | Deborah Kampmeier | Jane Maggs                         | 30 de marzo de 2023       | 3WAH07          |
| 28           | 8            | «Surrender» «Rendición»                       | Deborah Kampmeier | Matt Okumura                       | 6 de abril de 2023        | 3WAH08          |
| 29           | 9            | «Vox»                                         | Terry Matalas     | Sean Tretta y Kiley Rossetter      | 13 de abril de 2023       | 3WAH09          |
| 30           | 10           | «The Last Generation» «La última generación»  | Terry Matalas     | Terry Matalas                      | 20 de abril de 2023       | 3WAH10          |

## Elenco y personajes

### Principales
- Patrick Stewart como Jean-Luc Picard[1]
- Jeri Ryan como Seven of Nine[2]
- Michelle Hurd como Raffi Musiker
- Ed Speleers como Jack Crusher[3]

### Recurrentes
- Jonathan Frakes como William Riker[1]
- Gates McFadden como Beverly Crusher[1]
- Todd Stashwick como Liam Shaw
- Ashlei Sharpe Chestnut como Sidney La Forge[4]
- Michael Dorn como Worf[1]
- Amanda Plummer como Vadic
- Marina Sirtis como Deanna Troi[1]
- LeVar Burton como Geordi La Forge[1]
- Brent Spiner como Data / Lore y Altan Inigo Soong[5]
- Mica Burton como Alandra La Forge[4]

### Invitados
- Orla Brady como Laris[6]
- Thomas Dekker como Titus Rikka
- Michelle Forbes como Ro Laren[7]
- Daniel Davis como Professor Moriarty
- Tim Russ como Tuvok[8]
- Alice Krige como la voz de la Reina Borg[9]
- Elizabeth Dennehy como Elizabeth Shelby[10]
- Majel Barrett como la voz de la computadora de la Enterprise-D[11]
- Walter Koenig como Anton Chekov[12]
- John de Lancie como Q[13]

## Producción

### Desarrollo
En febrero de 2019, durante el desarrollo de la serie Star Trek: Picard, la estrella Patrick Stewart dijo: "Estamos preparados para posiblemente tres años de este programa".  En enero de 2020 se informó que el showrunner Michael Chabon y los escritores habían comenzado a trabajar en una segunda y tercera temporada, con Terry Matalas uniéndose a ellos para llenar el vacío que se crearía con la partida planificada de Chabon a finales de ese año. CBS anunció oficialmente la segunda temporada, pero no confirmó luz verde informal para la tercera temporada. La segunda y tercera temporada fueron filmadas consecutivamente,  para ahorrar costos y simplificar la programación.  Matalas se convirtió en co-showrunner de la segunda temporada con el productor ejecutivo Akiva Goldsman, pero a mitad de la producción de la temporada, Matalas pasó a ser el único showrunner de la tercera.  Esto sucedió más tarde de lo planeado debido a la pandemia de COVID-19 y problemas con la escritura de la segunda temporada.  Matalas trajo a varios creativos de su serie 12 Monkeys para trabajar en la tercera temporada, incluidos los escritores Christopher Monfette y Sean Tretta, el editor Drew Nichols, el compositor Stephen Barton y varios actores.  Stewart anunció oficialmente la tercera temporada en septiembre de 2021,  poco después de que comenzara el rodaje.  En febrero de 2022, Goldsman confirmó que la tercera temporada sería la última de la serie.

### Escritura
La tercera temporada comienza poco más de un año después de la segunda.  Cuenta una historia nueva, a pesar de que las dos temporadas se desarrollan juntas,  y Matalas dijo que la tercera temporada fue "increíblemente diferente" de las dos primeras.  Esperaba que fuera una conclusión satisfactoria para la historia de Picard,  y dijo que sería menos íntima y tendría algunas "ideas innovadoras para el universo de Star Trek". Matalas agregó que algunos elementos de Star Trek: La Serie Original y las películas protagonizadas por el elenco de la Serie Original se usarían en la temporada para "unir un poco de Star Trek",  incluido el Spacedock y el silbato del contramaestre de esas películas.  La temporada también tiene referencias a las ideas de las películas "más náuticas, de películas de submarinos del gato y el ratón".  Star Trek II: La ira de Khan (1982) fue una "piedra de toque importante" para la temporada, que presenta juegos mentales entre Picard y un nuevo villano.
En abril de 2022, cuando se reveló que otros miembros del elenco de Star Trek: The Next Generation protagonizarían la temporada, Matalas recordó haber visto esa serie cuando era niño y dijo que era "muy apropiado que la historia de Jean-Luc Picard termine honrando el comienzo, con sus más queridos y leales amigos del USS Enterprise".  Los productores sintieron que la última aparición del grupo en la película Star Trek: Nemesis (2002) no había sido una despedida apropiada y querían usar la última temporada de Picard para "despedirlos por el camino correcto",  similar a lo que la película Star Trek VI: The Undiscovered Country (1991) había hecho para el elenco de la Serie Original.  Éste fue el discurso central de Matalas para Stewart y los otros actores que regresaron, y desarrolló cada una de sus historias con ellos para evitar contar una historia con la que no estuvieran contentos.  Su objetivo era crear finales que también prometieran más historia para los personajes.  Kurtzman dijo que la temporada se tomaría su tiempo para mostrar dónde está cada personaje antes de reunirlos a todos,  lo que Matalas comparó con Star Wars: El despertar de la fuerza (2015) que reveló dónde están los personajes originales de Star Wars después de muchos años.  Matalas también comparó la temporada con una versión serializada de una teórica octava temporada de The Next Generation,  y dijo que era "pasar la antorcha de una generación a la siguiente" como cuando los actores de la serie original aparecieron como estrellas invitadas en The Next Generation.  Sugirió que un título más apropiado para la temporada sería Star Trek Legacy en lugar de Star Trek: Picard, pero aún así sintió que era "verdaderamente una historia de Picard".
Hubo discusiones sobre el uso del nuevo colectivo Borg que se presenta al final de la segunda temporada, incluida la aclaración de quién es ese grupo en relación con los Borg originales, la exploración de la anomalía que descubren en la segunda temporada y su ayuda para derrotar a la Reina Borg original en el final de la tercera temporada. Matalas dijo que evitaron escenas muy explicativas que explicaran quiénes forman el nuevo colectivo Borg porque sintieron que serían poco interesantes para el público. La anomalía no se incluyó porque los guiones de la tercera temporada estaban demasiado avanzados cuando esa idea se introdujo en los guiones de la segunda temporada, y no le gustaba la idea de que los nuevos Borg lucharan contra los Borg originales. Para este último, también cuestionó el uso de recursos para un momento tan pequeño, y sintió que le quitaría valor a la narrativa que se estaba haciendo con Seven of Nine y el Enterprise -D en el final.

### Casting
Cuando se desarrolló originalmente la serie, el equipo creativo discutió no traer de regreso a ningún otro personaje de The Next Generation para permitir que Picard se destaque por sí solo y no dependa de la nostalgia. Parte de esto fue permitir que los recién llegados que no habían visto la serie anterior disfrutaran de Picard. Sin embargo, los escritores querían ser respetuosos con los fanáticos de Star Trek de toda la vida y sintieron que estaban perdiendo oportunidades al no incluir ciertos personajes, por lo que decidieron agregar algunos invitados que regresaban y que sirvieron orgánicamente a la nueva historia.  En enero de 2020, Stewart dijo que esperaba que todo el elenco principal de The Next Generation apareciera en Picard antes del final de la serie.
En abril de 2022, se confirmó que los miembros del elenco de Next Generation protagonizarían la tercera temporada con Stewart: LeVar Burton como Geordi La Forge, Michael Dorn como Worf, Jonathan Frakes como William Riker, Gates McFadden como Beverly Crusher, Marina Sirtis como Deanna Troi y Brent Spiner.  Matalas confirmó que estas no serían breves apariciones y dijo que todo el elenco aparecería junto en la temporada.  Después de evitar inicialmente traer de regreso al elenco completo, el productor ejecutivo Alex Kurtzman dijo que tenían una buena razón de historia para reunirlos en la tercera temporada y los productores sintieron que se habían ganado el derecho de hacerlo después de las dos primeras temporadas.  McFadden dijo que le encantaba la historia que se había escrito para el elenco en la temporada,  mientras que Sirtis dijo que los productores los habían "apreciado" en contraste con su experiencia en Nemesis.  Burton dijo que estaría feliz si no volviera a interpretar a La Forge después de poder "poner un punto al final de esta oración y cerrar el libro" sobre el personaje con esta temporada.  Después de que Spiner decidiera que no volvería a interpretar a su personaje de Next Generation, Data, después de la primera temporada,  Matalas dijo que interpretaría a un "nuevo personaje antiguo que has visto y nunca antes visto" que se conecta con la trama de la tercera temporada.  Esto se reveló en octubre de 2022 como una versión del androide Lore, el gemelo malvado de Data.
Wil Wheaton, quien interpretó a Wesley Crusher en The Next Generation e hizo un cameo en el final de la segunda temporada, no fue incluido en la temporada. Después de que se lanzó el final de la segunda temporada en mayo de 2022, los habituales de la serie Santiago Cabrera, Alison Pill, Evan Evagora e Isa Briones revelaron que no regresaron para la tercera temporada.  Jeri Ryan, Michelle Hurd y Orla Brady regresaron como Seven of Nine, Raffi Musiker y Laris, respectivamente.   Matalas dijo que las limitaciones de presupuesto y tiempo significaron que se tuvieron que tomar algunas "decisiones difíciles" sobre qué personajes traer de regreso para la temporada, especialmente con la necesidad de contratar a todos los actores que regresaban de The Next Generation.  
Matalas declaró a finales de mayo que el villano de la temporada fue interpretado por un actor conocido que no había aparecido en Star Trek antes, y dijo que había dado "una de las mejores actuaciones de villano de Star Trek de todos los tiempos".  Ese junio, Burton reveló que su hija Mica había sido elegida como una de las hijas de La Forge en la temporada.  En agosto, Matalas dijo que habría más "personajes heredados" que aparecerían en la temporada más allá del elenco principal de La Nueva Generación . Los escritores consideraron incluir una versión adulta del personaje de Star Trek: Voyager, Naomi Wildman, para una secuencia específica que finalmente se consideró demasiado costosa para filmar.  También ese mes, Denise Crosby dijo que su personaje de Next Generation, Tasha Yar, aparecería en la temporada, a pesar de que la actriz había declarado previamente que no había estado involucrada en la serie durante el rodaje.  Matalas pronto confirmó que el personaje aparecería en la temporada como una referencia a su papel en La Nueva Generación.  En la Comic Con de Nueva York de octubre, se reveló que Amanda Plummer interpretaría al villano de la temporada, Vadic. Su padre, Christopher Plummer, había interpretado previamente a un villano no relacionado de Star Trek, el General Chang, en la película Star Trek VI: The Undiscovered Country (1991). Además, se anunció que Daniel Davis repetiría su papel en The Next Generation como un holograma sensible del personaje literario de Arthur Conan Doyle, el Profesor Moriarty, se confirmó el casting de Mica Burton como la hija menor de La Forge, Alandra, y se reveló que Ashlei Sharpe Chestnut interpretaría a la hija mayor de La Forge, Sidney. 
En enero de 2023, se anunció que Ed Speleers interpretaría un nuevo personaje regular en la serie.  Se reveló que se trataba de Jack Crusher, el hijo de Picard y Beverly Crusher.  Al mismo tiempo, se reveló que Todd Stashwick tendría un papel recurrente como el capitán del USS Titan,  Liam Shaw.  Stashwick protagonizó anteriormente 12 Monkeys y también tuvo un papel invitado en Star Trek: Enterprise.  Otros miembros de la tripulación del Titán incluyen a Chestnut como el oficial de mando Sidney La Forge, Stephanie Czajkowski como el oficial científico vulcano T'Veen, Joseph Lee como el oficial táctico bajorano Matthew Arliss Mura y Jin Maley como el oficial de comunicaciones de Haliian, Kova Rin Esmar.  Thomas Dekker, quien interpretó al hijo imaginario de Picard, Thomas, en la película Star Trek Generations (1994) y tuvo un papel invitado en Voyager, aparece como un Changeling haciéndose pasar por el criminal Titus Rikka. 

### Diseño
Matalas dijo que cada temporada de Picard se diferenciaría visualmente, pero él y el diseñador de producción Dave Blass querían que la segunda y tercera temporadas volvieran al estilo visual de la era de The Next Generation.  En abril de 2022, Blass anunció que varios miembros del equipo de producción de The Next Generation habían regresado para trabajar en el equipo de diseño de Picard: el ingeniero de gráficos de computadora Ben Betts, el productor de efectos visuales Dan Curry, el diseñador de escenarios Daren Dochterman, el diseñador conceptual y artista de efectos visuales Doug Drexler, el diseñador de naves espaciales John Eaves, la diseñadora gráfica Monica Fedrick, el diseñador gráfico Alan Kobayashi, el diseñador de producción Geoffrey Mandel, el ingeniero de video Larry Markart, el supervisor de reproducción por computadora Todd A. Marks, el ilustrador de producción Jim Martin, el director de arte Karl J. Martin y el diseñador gráfico Michael Okuda, quien diseñó el sistema informático LCARS para The Next Generation. 
Kurtzman dijo que las prótesis de Dorn para el personaje Klingon Worf coincidirían con su apariencia en The Next Generation y no se cambiarían para que coincidan con los nuevos diseños Klingon de Star Trek: Discovery.  Worf usa una nueva arma en la temporada llamada "kur'leth", que fue diseñada por Curry, quien diseñó otras armas Klingon para The Next Generation, como el bat'leth.
Los decorados del USS Stargazer de la segunda temporada fueron remodelados para representar una nave espacial diferente en la tercera,  el USS Titan.  El Titán apareció previamente en la serie animada Star Trek: Lower Decks como una nave de clase Luna diseñada por Sean Tourangeau, pero Matalas sintió que el diseño era específico de la era de la Nueva Generación y quería considerar nuevos diseños que se alinearan con el diseño Stargazer de la era Picard. Trabajó con Blass, Drexler y Eaves para determinar en qué podría basarse el diseño para posibles eventos ficticios que afectarían las decisiones de diseño de la Flota Estelar. Decidieron que algunos elementos de diseño más antiguos de antes de la era de la Nueva Generación podrían recuperarse para el nuevo período de exploración científica, lo que los llevó a crear el USS Titan -A, una nueva versión de la nave que fue reacondicionada para presentar elementos de diseño de la clase Constitución (basados en las naves espaciales de la era de la Serie Original) después de que la original fuera retirada. La nueva nave es una nave de clase Neo-Constitución, o Constitución III, y se basó en los diseños del fanático de Star Trek Bill Krause para una nave de estilo Constitución de la era de la Serie Original llamada clase Shangri-La. La temporada también revela que antes del Titán clase Luna de la era de la Nueva Generación había una versión anterior de la nave que era clase Shangri-La. Matalas describió al USS Titan -A como un "caballo de batalla de largo alcance, un barco que recuerda a la clase Constitution, que fue diseñada para misiones largas de cinco años. Es un barco de exploración con algunas capacidades de maniobra importantes". Comparó el uso de un barco de estilo antiguo con el de Pete "Maverick" Mitchell de Tom Cruise volando un avión de combate P-51 Mustang de la década de 1940 en Top Gun: Maverick (2022).
La temporada también presenta el SS Eleos, una antigua nave científica y médica de la Flota Estelar que utiliza Beverly Crusher, así como un nuevo Spacedock basado en el que se presentó por primera vez en Star Trek III: En busca de Spock (1984).  Matalas agregó que el USS Enterprise (NCC-1701-F) tendría un papel en la temporada.  La última Enterprise que apareció en la línea de tiempo oficial fue la USS Enterprise -E en Nemesis; la Enterprise -F es una nave estelar de clase Odyssey que fue diseñada por Adam Ihle para las historias del siglo 25 en el videojuego Star Trek Online.   El diseñador y director artístico asociado de Star Trek Online, Thomas Marrone, construyó el modelo digital del Enterprise-F, que proporcionó al equipo de efectos visuales de Picard tal como lo hizo con otros modelos de naves espaciales para la temporada anterior.

### Rodaje
El rodaje de la segunda temporada comenzó el 16 de febrero de 2021,  y algunas escenas de la tercera temporada se filmaron al mismo tiempo.  La producción se llevó a cabo en California, donde la serie recibió incentivos fiscales para continuar filmando allí después de la primera temporada.  La segunda y tercera temporada contaron con uno de los equipos de producción de series de televisión más grandes de la época, con más de 450 miembros.  Debido a la pandemia de COVID-19, se siguieron pautas estrictas en el set y los miembros del elenco y del equipo fueron sometidos a pruebas periódicamente.  La fotografía principal de la segunda temporada finalizó el 2 de septiembre, y luego la producción se dedicó de lleno a filmar la tercera.
Al igual que en las temporadas anteriores, el rodaje se dividió en bloques de dos episodios.  El director de producción de Picard, Doug Aarniokoski, dirigió el primer bloque.  Matalas quería que Joe Menéndez, con quien trabajó en 12 Monkeys, regresara como director a partir de la segunda temporada de Picard, pero Menéndez no pudo debido a un conflicto de programación con su serie Kung Fu.  El frecuente director de Star Trek, Frakes, a quien los productores inicialmente querían que se centrara en su actuación en lugar de dirigir la temporada, intervino para dirigir el segundo bloque  y completó la filmación de sus episodios a fines de diciembre de 2021.  Hubo una pausa en el rodaje por las vacaciones de Navidad y la producción se reanudó el 3 de enero de 2022, pero más de 50 miembros del equipo de producción y el elenco principal dieron positivo por COVID-19 ese día. El rodaje de la temporada se suspendió inmediatamente,  pero se reanudó el 7 de enero.  Dan Liu y Deborah Kampmeier dirigieron los siguientes dos bloques de episodios, y Matalas dirigió el último bloque.  Estaba filmando el final de la serie el 28 de febrero.   La producción de la serie finalizó el 8 de marzo.

### Efectos visuales
Las interfaces de usuario de las naves espaciales fueron creadas por la compañía de efectos visuales Twisted Media, basándose en el sistema informático LCARS. Hicieron referencia a los diseños de The Next Generation y las películas de esa época, así como a la guía de referencia Star Trek: The Next Generation Technical Manual (1991) de Rick Sternbach y Michael Okuda. Okuda asesoró a la empresa en sus diseños LCARS, al igual que Drexler, que también proporcionó modelos digitales que se integraron en las pantallas de interfaz.  Para dos episodios de la segunda temporada, Todd A. Marks y su empresa de reproducción de videos Images on Screen utilizaron una combinación de pantallas OLED de LG y pantallas de proyección FlexGlass de Screen Innovations (emparejadas con proyectores de pantalla trasera) para mostrar las interfaces de usuario en el set durante la filmación. El éxito de la tecnología de proyección FlexGlass hizo que se utilizara mucho más en la tercera temporada.

### Música
Stephen Barton, que volvió a trabajar con Matalas de la serie 12 Monkeys, reemplazó al compositor Jeff Russo de las dos primeras temporadas.  Barton y Matalas comenzaron a trabajar en la banda sonora de la temporada en abril de 2022,  componiendo nuevos temas juntos, incluido el tema para el USS Titan -A.  Frederik Wiedmann proporcionó música adicional para la temporada, lo que según Matalas era necesario debido al alcance de la banda sonora de los episodios posteriores.
Matalas dijo que la música de la temporada estuvo fuertemente influenciada por el trabajo de los compositores Jerry Goldsmith y James Horner para las películas de Star Trek.  Agregó que los temas de cuatro iteraciones diferentes de Star Trek se utilizarían juntos en la banda sonora,  lo que Barton describió como una "carta de amor de seis horas y media en música" a Goldsmith, Horner y los compositores de The Next Generation.  A finales de julio, Barton y Matalas estaban grabando la banda sonora con una orquesta de 80 personas en el Eastwood Scoring Stage de los estudios Warner Bros. en California.  Craig Huxley contribuyó con interpretaciones del rayo bláster, un instrumento que inventó y tocó previamente en la banda sonora de Star Trek: The Motion Picture (1979). 
En enero de 2023, Matalas dijo que estaban discutiendo si lanzar el álbum de la banda sonora antes del estreno de la temporada o esperar para evitar arruinar el final. Explicó que se les impidió lanzar la banda sonora en diferentes volúmenes, como se hizo para otras series de televisión, debido a las normas sindicales.   La banda sonora fue finalmente lanzada digitalmente por Lakeshore Records el 20 de abril, coincidiendo con el lanzamiento del episodio final de la temporada.  Finalmente se lanzó un segundo volumen el 16 de agosto de 2024, con música inédita de la temporada.

## Marketing
Algo inusual para un showrunner de televisión, Matalas pudo colaborar con el departamento de marketing de Paramount+ y el editor Drew Nichols en los avances de la temporada, por lo que estaría contento con la cantidad de información que se publicó con anticipación.  El 5 de abril de 2022 se lanzó un adelanto que celebra el "Día del Primer Contacto", que marca la festividad ficticia en la que se produjo el primer contacto entre humanos y extraterrestres en el universo de Star Trek. El avance incluyó el anuncio del regreso de los miembros del elenco de Next Generation con voces en off de esos actores y material de archivo de Picard mirando un uniforme viejo.  Otro avance fue lanzado durante el panel de Star Trek Universe en la Comic-Con de San Diego en julio de 2022, brindando un primer vistazo a los miembros del elenco de Next Generation que regresan disfrazados.  También se publicaron carteles de los personajes de Stewart, Ryan, Hurd y los actores que regresan de Next Generation.

## Lanzamiento

### Transmisión y difusión
La temporada se estrenó en Paramount+ en Estados Unidos el 16 de febrero de 2023 y duró 10 episodios hasta el 20 de abril.  Matalas dijo en agosto de 2022 que la temporada estaría lista para su lanzamiento a finales de ese año y trató de trasladar el estreno a Navidad de 2022, pero Paramount+ quería estrenarla en 2023.   Cada episodio de Picard fue transmitido en Canadá por Bell Media el mismo día del estreno en Paramount+, en los canales especializados CTV Sci-Fi Channel (inglés) y Z (francés) antes de transmitirse en Crave.  Amazon Prime Video lanzó cada episodio dentro de las 24 horas posteriores a su debut en Estados Unidos en más de 200 países y territorios de todo el mundo.
En febrero de 2023, Paramount hizo un nuevo acuerdo con Prime Video para los derechos de transmisión internacional de la serie. Esto permitió que la temporada se transmitiera en Paramount+ en algunos otros países, dentro de las 24 horas posteriores al debut de cada episodio en Estados Unidos, junto con su lanzamiento en Prime Video. Las dos primeras temporadas también se agregaron a Paramount+ a nivel internacional, además de permanecer en Prime Video.  En agosto de 2023, el contenido de Star Trek se eliminó de Crave y la temporada comenzó a transmitirse en Canadá en Paramount+. La serie continuaría transmitiéndose en CTV Sci-Fi y estaría disponible en CTV.ca y la aplicación CTV.

### Medios domésticos
La temporada se lanzó en formatos DVD, Blu-Ray y Steelbook de edición limitada en los EE. UU. el 5 de septiembre de 2023. El lanzamiento incluye los 10 episodios, así como más de dos horas y media de características especiales, incluyendo escenas eliminadas, un gag reel, comentarios de audio, un panel de discusión con el elenco y el equipo, el metraje sin editar de la escena de póquer final y featurettes detrás de escena sobre el elenco de Next Generation, la reconstrucción del set de Enterprise -D y Vadic.  El 5 de septiembre también se lanzó un box set que incluía la serie completa y más de siete horas de contenido especial.  Ambos lanzamientos incluyeron una versión anterior de una toma de efectos visuales del final, con el Enterprise -D volando hacia la Tierra, que se había actualizado en Paramount+ poco después del lanzamiento del episodio para usar una versión "mejorada" creada para las proyecciones teatrales del final. Después de que los fanáticos y los periodistas señalaran esto, Paramount dijo que la versión actualizada de los efectos filmados se usaría para futuros lanzamientos de medios domésticos.   El 7 de noviembre se lanzó una edición Blu-ray de 54 discos "Picard Legacy Collection" que incluye esta serie 

## Recepción

### Audiencia
Eric Deggans de NPR incluyó la temporada en su lista de series más esperadas de principios de 2023,y el personal de Collider la incluyó en su lista de series más esperadas de todo el año.
La temporada fue incluida entre los 10 mejores programas originales de streaming de Nielson en los EE. UU. tres veces, las semanas del 13 al 19 de marzo, del 10 al 16 de abril y del 17 al 23 de abril de 2023.

### Respuesta crítica
El sitio web agregador de reseñas Rotten Tomatoes informó un puntaje de aprobación del 98% con una calificación promedio de 8.6/10 basada en 100 reseñas. El consenso crítico del sitio web dice: "Al reunir finalmente a la banda, la temporada final de Picard va audazmente hacia donde la generación anterior había ido antes, y es mucho mejor por eso".  Metacritic, que utiliza un promedio ponderado, asignó una puntuación de 83 sobre 100 basada en reseñas de 16 críticos, lo que indica "aclamación universal".

### Reconocimientos
Patrick Stewart y Gates McFadden fueron nombrados "Artistas de la semana" por TVLine para la semana del 26 de febrero de 2023, por sus actuaciones en el episodio "Seventeen Seconds". El sitio se centró en la escena en la que Picard confronta a Crusher sobre su hijo, diciendo que Stewart "hizo algunos de sus mejores trabajos como Jean-Luc en esos momentos, y McFadden lo igualó en cada momento emocional... sondeando profundidades que las series de Star Trek rara vez intentan alcanzar".  El sitio también nombró a Amanda Plummer y Michelle Forbes como menciones honoríficas por sus actuaciones en "Disengage" e "Imposters", respectivamente. Dijeron que Plummer era "deliciosamente malvado como Vadic" y el primer villano memorable de la serie moderna de Star Trek, mientras que Forbes era una "impresionante explosión del pasado" que permitió a la audiencia ver "las décadas de dolor enterradas profundamente dentro de Ro" en sus escenas con Stewart. 
En junio de 2023, Alan Sepinwall de la revista Rolling Stone nombró la temporada como una de las mejores series del año hasta el momento.  Brady Langmann y Adrienne Westenfeld de Esquire hicieron lo mismo un mes después.  A finales de año, la serie fue nombrada en las listas de las mejores series de televisión de 2023 por The Salt Lake Tribune (1.º),  Den of Geek (10.º),  y Total Film (19.º),  así como por Collider y TheWrap en listas no clasificadas.